# Ignazio Polar
Ignazio Polar (* 22. August 1837 in Breganzona; † 12. November 1900 ebenda; heimatberechtigt in Breganzona) war ein Schweizer Politiker, Tessiner Grossrat und Nationalrat.

## Leben
Ignazio Polar war Sohn des Pietro Polar, Bruder des Giovanni Polar, Schwager des Bernardino Lurati. Er heiratete Maria Enderlin. Nach einer kaufmännischen Ausbildung arbeitete er in einem Bankinstitut in Turin. Er stand dem konservativen Führer Gioachimo Respini nahe und als Politiker war er Abgeordneter im Tessiner Grossrat von 1881 bis 1893, Mitglied der verfassungsgebenden Kantonsversammlung im Jahr 1891 und Mitglied des Nationalrats von 1880 bis 1893. Als Mitglied zahlreicher parlamentarischer Kommissionen zeichnete er sich besonders durch seine Aufmerksamkeit für wirtschaftliche und finanzielle Fragen aus.
Sein Schwager war der Politiker Bernardino Lurati.